# Elizabeth Renner
Elizabeth Renner, född Richards, död 29 maj 1826 i Gloucester i Sierra Leone, var en afrikansk lärare. 
Elizabeth Richards föddes i USA och emigrerade från Halifax på Nova Scotia till Freetown i Liberia i januari 1792. Hennes föräldrar och bakgrund är okänd, men hon förmodas ha varit en före detta slav. Hon arbetade som hushållerska åt den tyska missionären Melchior Renner från Württemberg, som tillhörde de tre första missionärer för brittiska Church Mission Society (CMS), som anlände till Freetown år 1804. Hon gifte sig med Melchior Renner 1808. 
År 1808 donerade den amerikanska slavhandlaren Benjamin Curtis det före detta slavfortet i byn Kakara vid Rio Pongo till CMS på villkor att missionärerna grundade en skola där för att undervisa mulattbarnen till vita män och deras afrikanska hustrur, vilka utgjorde en ekonomisk elit i regionen men saknade skolor. Melchior Renner grundade en missionsskola vid Kakara tillsammans med Leopold Butscher och Johann Prasse. Det var den första anglikanska missionsstationen i Afrika. Denna skola tog emot både pojkar och flickor, vilket av ideologiska skäl gjorde att missionärerna snart grundade en separat flickskola i Bashia. 
Elizabeth Renner fick ansvar för flickskolan. Hon blev därmed den första kvinnan att undervisa vid en skola för flickor i den brittiska anglikanska missionshistorien i Afrika, och troligen den första kvinna att förestå en flickskola i Afrika med undantag av Sarah Hartwig, som dock förestod en statlig flickskola snarare än en privat. Några kvinnliga missionärer hade vid denna tid ännu inte börjat sändas ut, och det är obekräftat om någon missionärshustru undervisade med undantag för Rebecka Protten vid Christiansborg under 1700-talet, och de första nunnorna anlände inte förrän under 1820-talet och grundade ingen skola förrän 1866.  
Elizabeth Renner drev sin skola helt enligt normerna för vad som ansågs passande för en flickpension i Västvärlden vid denna tid: baskunskaper, hushållsarbete, kristendom, sällskapstalanger som etikett, engelska och sömnadsarbete. Ett starkt fokus lades på kristendom och sömnad. Liksom vid skolan för pojkar var principen att afrikanerna i egenskap av hedningar behövde civiliseras genom att lära sig kristna seder. Flickorna fick vita skoluniformer och skolades till att bli kristna hustrur och mödrar enligt engelskt kvinnoideal. Skolan tvättade och utförde sömnadsarbeten för personer i Freetown. År 1814 hade skolan 22 elever. Bland hennes elever fanns de rika slavhandlardöttrarna Mary Ann, Elizabeth och Eleanor Frazer. Elizabeth Renner har lämnat efter sig en brevsamling som beskriver hennes skolverksamhet. Hon identifierade sig inte med sina elever i egenskap av deras gemensamma afrikanska ursprung, utan såg sig snarare som en kristen västerlänning, och ansåg att icke kristna afrikaner var ociviliserade vildar som behövde kristnas och civiliserad, något som inte var en ovanlig attityd bland de afroamerikanska kolonisterna i Freetown.